# Темні століття (Стародавня Греція)
38°30′ пн. ш. 23°00′ сх. д. / 38.5° пн. ш. 23° сх. д.
Темні століття, також Гомерівський період, Передполісний період — період в історії Греції, що охоплює 1200 — 800 роки до н. е. і який почався із занепадом мікенської палацової цивілізації, а закінчився із початком доби розквіту давньогрецьких полісів. Також ця доба називається Гомерівською Грецією, оскільки чи не єдиним джерелом історичних відомостей про неї є поеми «Іліада» та «Одіссея», приписувані авторству Гомера.

## Історичне тло
Наприкінці XII століття до н. е. у Грецію вторглись племена дорійців. Пройшовши Середню Грецію, вони осіли у Мегариді і в південно-східній частині Пелопоннеса — Коринфі, Арголіді, Лаконії і Мессенії. Дорійці також оволоділи низкою островів у південній частині Кікладських і Спорадського архіпелагів (Мілос, Фера, Кос, Родос), рівнинною частиною Криту, витіснивши залишки мінойсько-ахейського населення у гірські райони, а також південно-західним узбережжям Малої Азії, утворивши тут, так звану, Дориду Малоазійську.
Зрештою дорійське завоювання, як і ахейське на початку другого тисячоліття до н. е., призвело Грецію до нового регресу: різке скорочення чисельності населення, падіння життєвого рівня, припинення монументального і взагалі кам'яного будівництва, занепад ремесел (погіршення технічної та художньої якості виробів, скорочення їх асортименту і кількості), ослаблення торговельних контактів, втрата писемності. Знову основною формою поселення стали невеликі збіднілі родові селища.
XII—IX століття до н. е. в історії Греції — доба натурального господарства. Із усіх досягнень мікенців дорійці запозичили тільки гончарний круг, техніку обробки металу та прийоми кораблебудування, культуру та традиції вирощування винограду і оливкових дерев. Втім дорійці принесли з собою мистецтво виплавки і обробки заліза, практику використання його не тільки як прикраси (як у мікенську епоху), але у виробництві та військовій справі. Настання залізної доби мало величезне значення — метал став дешевим та доступним, що сприяло поступовому зростанню господарської самостійності окремої родини та ослаблення її залежності від родової організації. Наприкінці гомерівського періоду вже були сформовані унікальні дополісні суспільні структури.

## Мистецтво

### Міфологія
Саме в добу Гомерівської Греції формуються основи давньогрецької міфології та епосу. Греки були язичниками. Вони поклонялися багатьом богам, на чолі яких стояв Зевс, і наділяли їх рисами, властивими людській натурі. В міфах греки висловили своє уявлення про устрій світу, у міфи вони вклали своє поетичне образне сприйняття світу.

### Архітектура та скульптура
Зароджена в гомерівський період монументальна архітектура храмів, є переробкою типу мікенського мегарона. Проте в цілому витончений динамічний образ мистецтва Егейського світу був чужим свідомості давніх греків.
Відомо про існування примітивної культової скульптури, так званих ксоанів — грубо оброблених з дерева або каменю ідолів (вони ставилися до храмів чи призначалися для могил. Найчастіше це були виконані з обпаленої глини фігурки з лише схематично наміченими рисами обличчя та кінцівками). Здебільшого геометричні статуетки призначаються для споглядання у профіль і здаються площинними, подібними до зображень на вазах. Величезне значення в них має силует). Знайдені численні статуетки з глини, бронзи або кістки, мало розчленовані, але різноманітні за формами, барвисті. Серед них «Орач» (теракота з Беотії, VIII століття до н. е., Париж, Лувр), «Кінь» (бронза з Олімпії, VIII століття до н. е., Нью-Йорк, Музей мистецтва Метрополітен).
У скульптурі гомерівського періоду не менше своєрідності, ніж в архітектурі. Дрібна пластика прикрашала кераміку, у той час як виготовлені з глини чи бронзи фігурки тварин кріпилися на кришках посудин виконували роль ручок. Елементи пластичного розуміння світу художником лише намічаються.
У скульптурі геометричного стилю ще рідкісні такі твори сюжетного характеру, як зображення кентавра і людини (бронзове), що зберігається в Метрополітен-музеї Нью-Йорка. Однак вже тут чітко можна спостерігати те, що проявиться пізніше в грецькій архаїці, - оголеність чоловічої фігури, підкреслена мускулатура стегон, плечей.
У другій половині VIII ст. до н. е. у геометричному стилі з'являються риси, що свідчать про відмову від його суворих правил. Спостерігається бажання показати фігуру людини, тварини, різні предмети не схематично, а конкретніше, ясніше, жвавіше. Це знаменує початок відходу від умовності розписів і скульптур. Вже на заході геометричного стилю намітилися перші ознаки того процесу, який від умовності форм ранньої античності в геометричному стилі призведе до конкретності відтворення світу в пам'ятках пізньої античності. З виникненням більш зрілих уявлень людини про світ з'являється потреба не схематичного, але детального зображення, що веде до кризи геометричного стилю та появи нових форм у пам'ятках архаїчного періоду VII-VI століть до н. е.

### Кераміка
Серед прикладних мистецтв найбільшого розвитку набула кераміка. Посудини були різноманітними за формою та призначенням: амфори — для зберігання вина і олії, кратери — для змішування вина з водою, піксиди з кришками у вигляді фігурок тварин або птахів — для пахощів, глечики з фігурним віночком — ойнохоя — для розливання вина під час симпосіїв тощо. Найяскравіше уявлення про найбільш ранні твори декоративного мистецтва Греції дають вази, прикрашені геометричним орнаментом. Зазвичай розташований поясами, орнамент наносився темно-коричневим лаком по жовтому тлу глиняної посудини, покриваючи його верхню частину, а іноді заповнюючи всю поверхню.
Орнаменти представляли собою найпростіші геометричні фігури: кола, трикутники, квадрати, ромби. З часом візерунки на кераміці ускладнювалися, різноманітнішими ставали їхні форми. Наприкінці IX - на початку VIII століття до н. е. з'явилися вази із суцільним заповненням поверхні орнаментами.
До VIII століття належить дипілонська амфора, яка служила надгробною пам'яткою на цвинтарі Афін. Поряд з лаконізмом розписів Х-VIII століть формувалися якості, що розвинулися пізніше в пластично соковитих формах грецького мистецтва. Ця епоха була школою для грецьких художників: на зміну суворій чіткості малюнків геометричного стилю прийшли стримані гармонійні образи архаїки та класики.

У геометричному стилі виявлялися естетичні почуття народу, що починав шлях до вершини цивілізації, згодом створив пам'ятники, що затьмарили славу єгипетських пірамід і палаців Вавилону. Рішучість і внутрішня зібраність еллінів у той час знаходили відгук у розписах, втілюючись у невблаганній точності, чіткості та різкості ліній. Умовний характер зображень, спрощеність форм - результат не витончення, але прагнення висловити графічним знаком загальне поняття будь-якого цілком певного предмета реального світу. Обмеженість такого принципу зображення - без конкретних, індивідуальних рис образу. Цінність його в тому, що людина на ранньому щаблі розвитку починає вносити у світ те, що здається ще незрозумілим та хаотичним, окремі елементи системи, позбавлені упорядкованості. Схематичні образи геометрики будуть насичуватися надалі ще більшою конкретністю, але грецькі художники не втратять досягнутого у цьому мистецтві принципу узагальнення. У цьому плані розписи гомерівського періоду - перші кроки у розвитку античного художнього мислення.

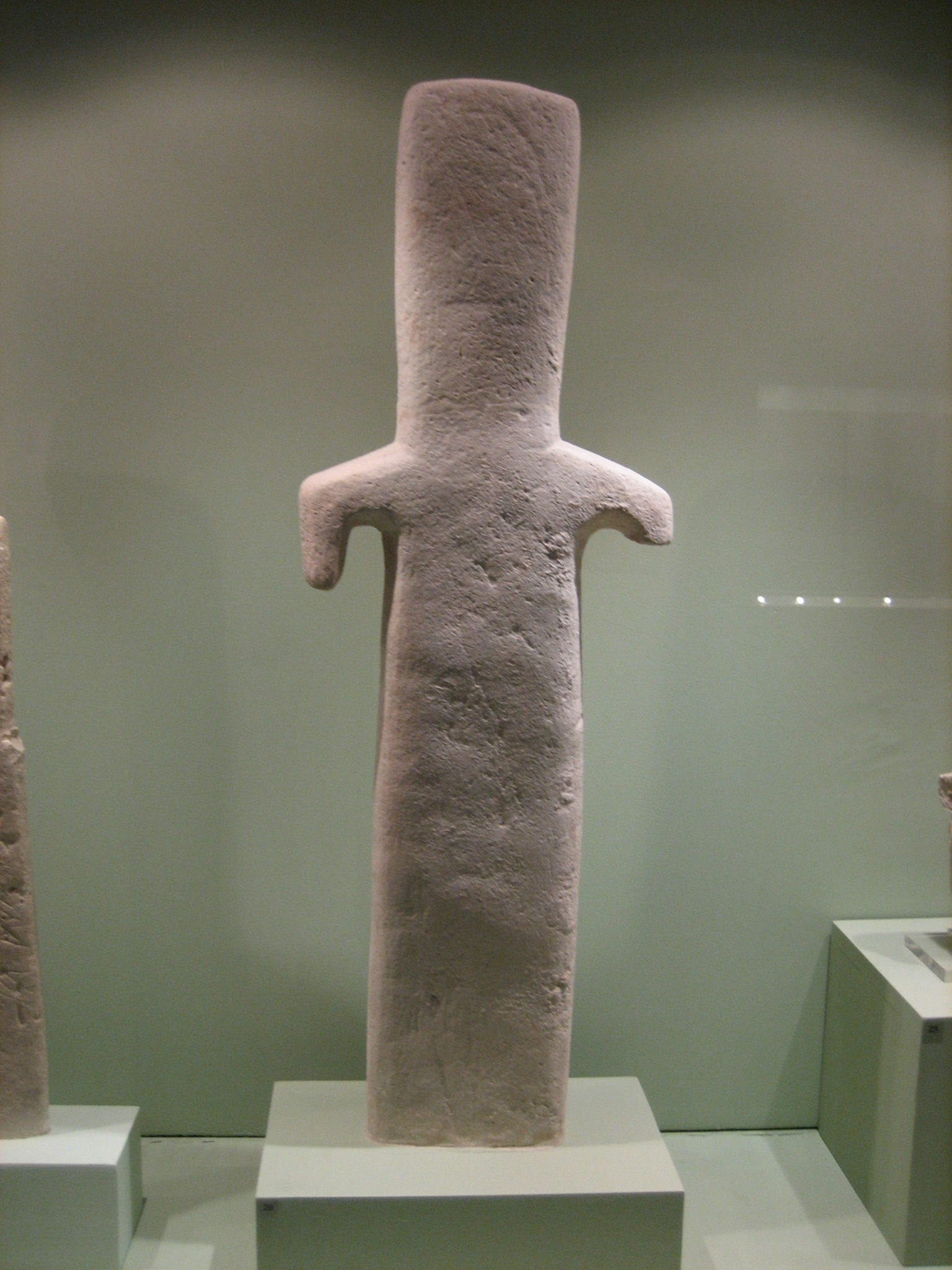
Ксоан кікладської доби. 1900—1800 рр. до н. е., Музей Кікладського мистецтва, Афіни
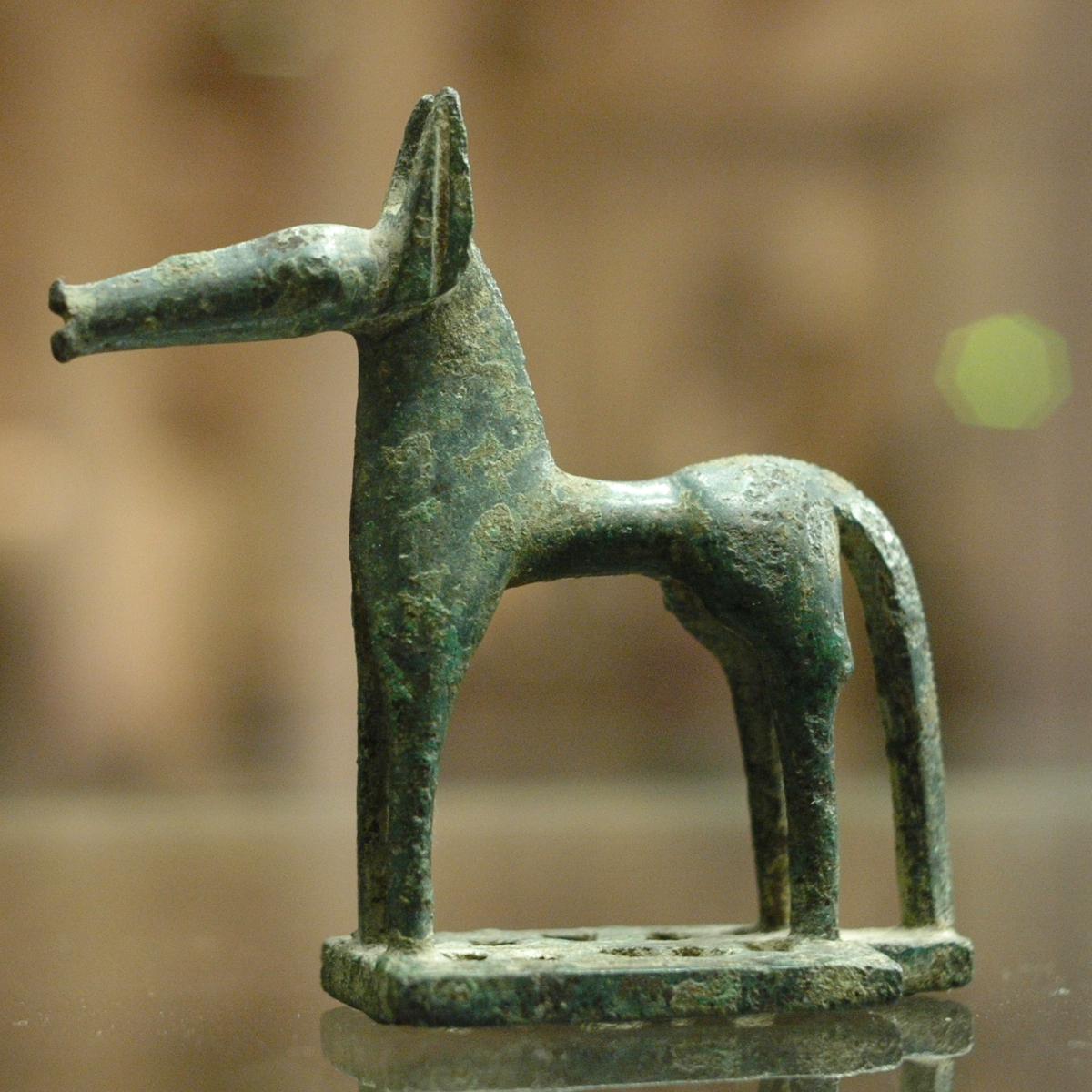
Скульптурка з розкопок в Олімпії, бронза. VIII ст. до н. е.
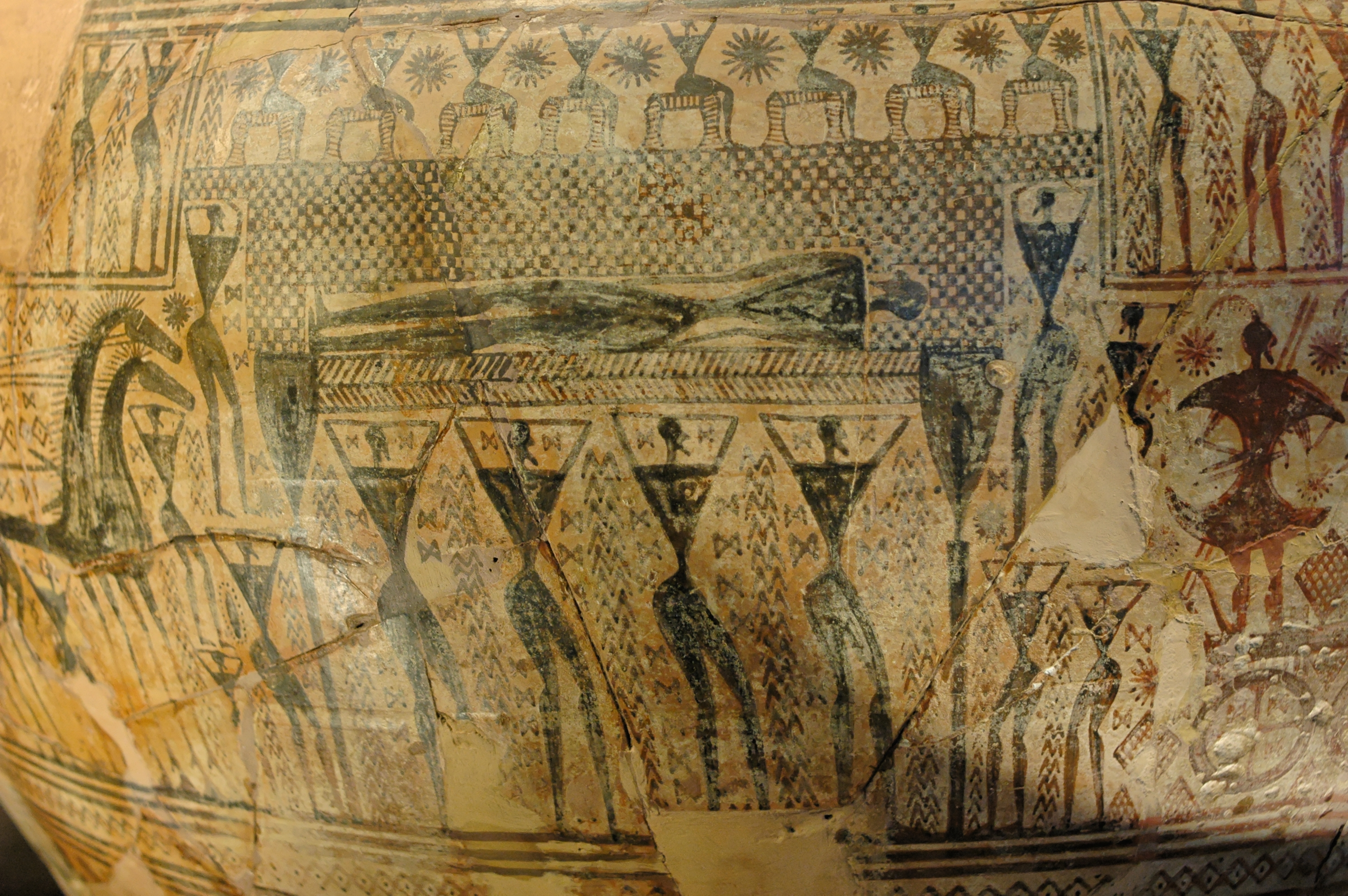
Дипілонська амфора — взірець геометричної кераміки, VIII ст. до н. е.